# Ordine per il lavoro valoroso
L'Ordine per il lavoro valoroso (in russo Орден «За доблестный труд»?) è un'onorificenza della Federazione Russa istituita con decreto del Presidente della Federazione Russa del 1º febbraio 2024 n. 81 "Sull'istituzione dell'Ordine per il lavoro valoroso".

## Assegnazione
Secondo lo statuto dell'ordine, approvato con decreto del Presidente della Federazione Russa del 1º febbraio 2024 n. 81 "Sull'istituzione dell'Ordine per il lavoro valoroso", esso viene assegnato ai cittadini della Federazione per premiare:
- grandi meriti nelle attività lavorative (di servizio) volte al rafforzamento e allo sviluppo del potenziale economico e difensivo della Federazione Russa;
- un lavoro altamente produttivo presso imprese, organizzazioni e istituzioni, che abbia contribuito all'aumento della competitività dei settori dell'economia russa, nonché di vari tipi di prodotti;
- grandi successi nel campo dell'edificazione dello Stato, dello sviluppo scientifico e tecnologico della Federazione Russa e per la soluzione efficace di problemi socialmente significativi.[1]

I cittadini della Federazione Russa possono ricevere l'ordine per il lavoro valoroso, di norma, a condizione che abbiano precedentemente ricevuto un'altra onorificenza statale.
Inoltre, può essere conferito a team di imprese, organizzazioni e istituzioni, indipendentemente dalla loro forma di proprietà, per risultati eccezionali nel rafforzamento e nello sviluppo del potenziale economico, scientifico e di difesa della Federazione Russa.
Il distintivo dell'ordine viene indossato sul lato sinistro del petto e, in presenza di altri ordini della Federazione Russa, viene posto dopo il distintivo dell'Ordine di Gagarin. Per le occasioni speciali e l'abbigliamento civile quotidiano è possibile indossare una copia in miniatura del distintivo dell'ordine per il lavoro valoroso, da porre dopo la copia in miniatura del distintivo dell'Ordine di Gagarin. Quando si indossa un'uniforme, il nastro dell'ordine per il lavoro valoroso viene posto su una barra dopo il nastro dell'Ordine di Gagarin. Sugli abiti civili, il nastro dell'ordine per il lavoro valoroso è indossato a forma di rosetta, sul lato sinistro del petto.

## Insegne
Il distintivo dell'ordine per il lavoro valoroso è una croce dritta a quattro punte dorata ricoperta di smalto rubino e con le estremità allargate. Tra le estremità della croce ci sono delle strisce dorate. La croce è posta su una piastra rotonda d'argento ricoperta di smalto bianco, sulla quale sono raffigurati in argento i principali simboli del lavoro: due martelli incrociati tra loro, delle spighe, l'immagine di un atomo, un satellite artificiale, un ingranaggio, una torre e due pompe per l'estrazione di petrolio e gas. Lungo i bordi della croce vi è uno stretto bordo convesso.
Al centro della croce si trova un medaglione rotondo dorato con un bordo stretto e convesso. Nel campo di smalto bianco del medaglione è presente un'immagine dorata in rilievo dello stemma di stato della Federazione Russa. Il campo del medaglione ha un bordo convesso stretto.
Lungo la circonferenza del medaglione è presente un bordo ricoperto di smalto blu. Nella parte superiore del bordo è presente un'iscrizione in lettere dritte e dorate in rilievo "ЗА ДОБЛЕСТНЫЙ ТРУД" (in italiano: PER IL LAVORO VALOROSO"). Nella parte inferiore del bordo sono raffigurate in rilievo una foglia di alloro e di quercia dorate e ricoperte di smalto verde.
La distanza tra le estremità opposte della croce è di 40 mm. Sul retro del distintivo è presente il numero del distintivo dell'ordine.
Il distintivo dell'ordine per il lavoro valoroso, con l'aiuto di un occhiello e di un anello, è collegato a un blocco pentagonale ricoperto da un nastro di seta moiré rossa con strisce longitudinali grigie e gialle.
La larghezza del nastro è di 24 mm, la larghezza della striscia grigia è di 4 mm, la larghezza della striscia gialla è di 4 mm, la distanza tra le strisce è di 1 mm. La striscia gialla è a 2 mm dal bordo destro del nastro.

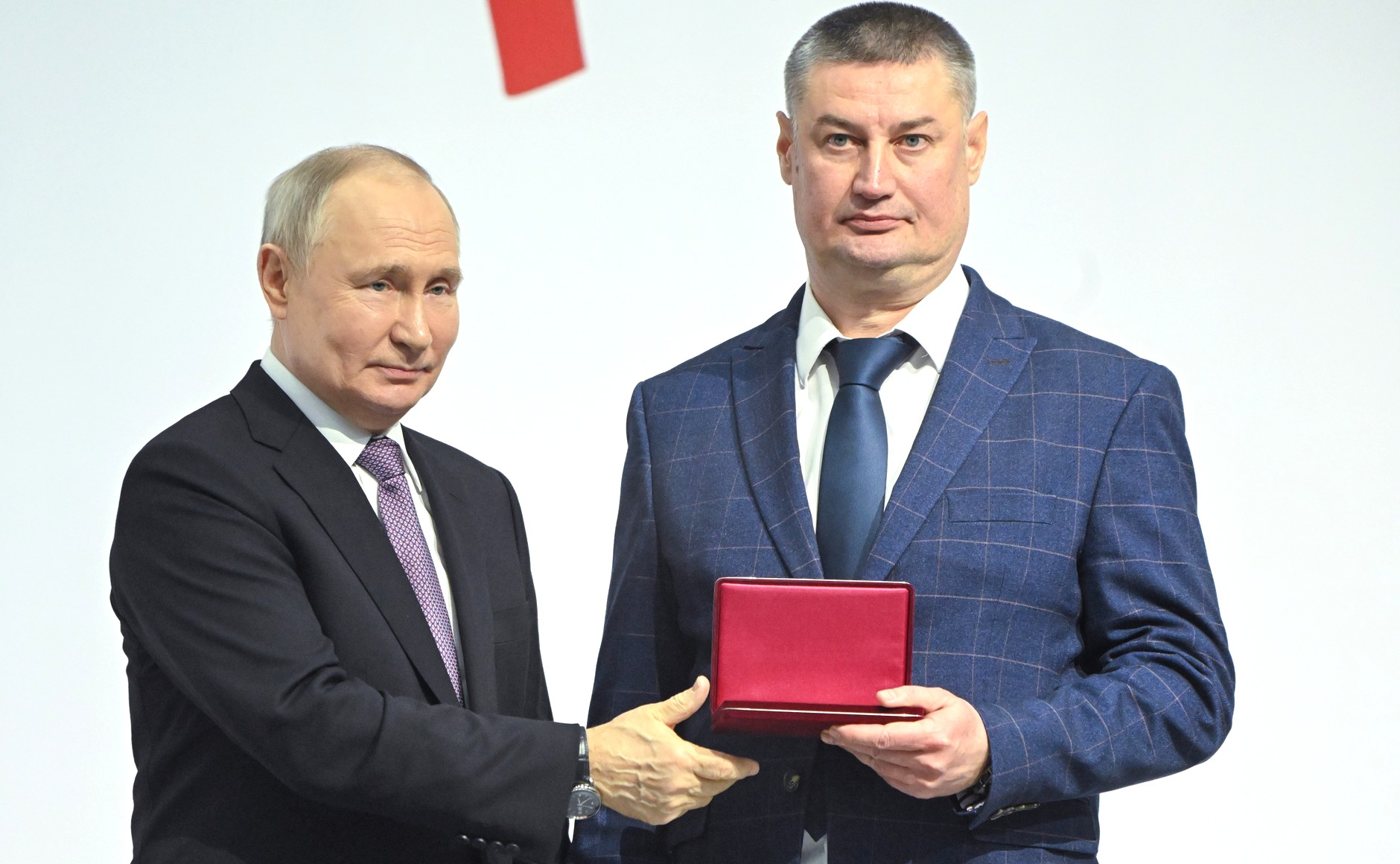
Vladimir Putin consegna l'ordine per il lavoro valoroso, 2 febbraio 2024.

La copia in miniatura del distintivo dell'ordine è indossata su un blocco. La distanza tra le estremità dei raggi opposti della stella è di 15,4 mm, l'altezza del blocco dalla sommità dell'angolo inferiore alla metà del lato superiore è di 19,2 mm, la lunghezza del lato superiore è di 10 mm, la lunghezza di ciascun lato è di 16 mm e la lunghezza di ciascuno dei lati che formano l'angolo inferiore è di 10 mm.
Quando si indossa il nastro dell'ordine sulle uniformi viene utilizzato un nastrino con un'altezza di 8 millimetri e una larghezza di 24 millimetri.
Sulla rosetta è attaccata una miniatura del distintivo dell'ordine in metallo smaltato. La distanza tra le estremità della croce è di 13 mm. Il diametro della rosetta è di 15 mm.